# Іздебкі (Великопольське воєводство)
Іздебкі (пол. Izdebki, нім. Eichenrode, Kreis Wirsitz) — село в Польщі, у гміні Лобжениця Пільського повіту Великопольського воєводства.
Населення — 184 особи (2011).
У 1975-1998 роках село належало до Пільського воєводства.

## Демографія
Демографічна структура станом на 31 березня 2011 року:
|          | Загалом | Допрацездатний вік | Працездатний вік | Постпрацездатний вік |
| -------- | ------- | ------------------ | ---------------- | -------------------- |
| Чоловіки | 97      | 24                 | 59               | 14                   |
| Жінки    | 87      | 18                 | 50               | 19                   |
| Разом    | 184     | 42                 | 109              | 33                   |